# Dzwonkówka łąkowa
Dzwonkówka łąkowa (Entoloma ameides (Berk. & Broome) Sacc.) – gatunek grzybów z rodziny dzwonkówkowatych (Entolomataceae).

## Systematyka i nazewnictwo
Pozycja w klasyfikacji według Index Fungorum: Entoloma, Entolomataceae, Agaricales, Agaricomycetidae, Agaricomycetes, Agaricomycotina, Basidiomycota, Fungi.
Po raz pierwszy takson ten opisali w 1865 r. Miles Joseph Berkeley i Christopher Edmund Broome, nadając mu nazwę Agaricus ameides. Obecną, uznaną przez Index Fungorum nazwę, nadał mu w 1887 r. Pier Andrea Saccardo, przenosząc go do rodzaju Entoloma. Synonimy:
- Agaricus ameides Berk. & Broome 1865
- Entoloma ameides var. tenue Arnolds & Noordel. 2004
- Nolanea ameides (Berk. & Broome) P.D. Orton, 1991
- Rhodophyllus ameides (Berk. & Broome) Quél. 1886[2].

Nazwę polską zaproponował Władysław Wojewoda w 2003 r.

## Morfologia
Kapelusz
Średnica 12–55 mm, początkowo stożkowo-wypukły, stożkowaty lub półkulisty, potem rozszerzający się, z brzegiem początkowo podwiniętym, potem prostym. Jest higrofaniczny; w stanie wilgotnym prześwitująco prążkowany do połowy promienia, matowy, blado izabelowo-ochrowy, szarawo ochrowy do szaro brązowego, w stanie suchym blednący, gładki, nagi, błyszczący.
Blaszki
W liczbie 20-35, l = 1-3, umiarkowanie gęste, wąsko przyrośnięto-wykrojone, prawie wolne, wypukłe do brzuchatych, jasnoszare, potem różowe, na końcu ciemno czerwonawo brązowe lub czerwonoszare. Ostrza tej samej barwy.
Trzon
Wysokość 30–90 mm, grubość 2–8 mm, cylindryczny lub wyraźnie rozszerzony ku podstawie, prosty lub wygięty, blady izabelowo-ochrowy jak suchy kapelusz, wzdłużnie włóknisty prążkowany.
Miąższ
W części zewnętrznej tej samej barwy co skórka, wewnątrz blady. Zapach mocny, przypominający octan amylu i włośniankaę słodkowonną (Hebeloma sacchariolens), czasem słaby, w zależności od temperatury. Smak nieprzyjemny, zjełczały lub mydlany.
Cechy mikroskopowe
Zarodniki 9,5–10,5(–11) × 7–8 µm, Q = 1,15–1,4, subizodiametryczne do heterodiametrycznych, 5–6–kątne w widoku z boku. Podstawki 4–, rzadko 2–zarodnikowe, ze sprzążkami. Krawędź blaszki płodna. Brak cystyd. Skórka zbudowana z wąskich, cylindrycznych strzępek o szerokości 1,5–6 µm. Pigment blady, drobno inkrustujący strzępki kapelusza. Sprzążki obecne w hymenium, gdzie indziej rzadkie lub ich brak.

## Występowanie i siedlisko
Występuje w Ameryce Północnej, Europie, Azji i Afryce. Najwięcej stanowisk podano w Europie. W Polsce do 2003 r. podano tylko jedno stanowisko. Według W. Wojewody częstość występowania i stopień zagrożenia tego gatunku nie są znane. Znajduje się na czerwonych listach gatunków zagrożonych w Niemczech, Norwegii i Holandii.
Grzyb naziemny, prawdopodobnie mykoryzowy. Występuje na łąkach wśród traw.